# Xanthia nigricirris
Xanthia nigricirris là một loài bướm đêm trong họ Noctuidae.